# 宏济堂
宏济堂，1907年北京同仁堂第12代传人乐镜宇在山东济南创建的药店。该店于1955年公私合营，1957年底店厂分离，药店划归济南药材站，后发展为山东宏济堂医药集团有限公司；制药厂则发展为山东宏济堂制药集团股份有限公司。

## 早期历史

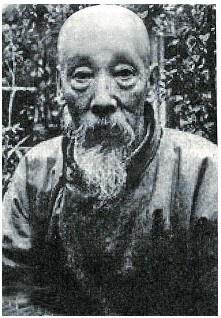
乐镜宇肖像

1902年，北京同仁堂资东、十二代传人乐镜宇捐山东候补道，并迁居济南候补。期间，凭借家传的岐黄之术，研习阿胶制作技艺。1905年，乐镜宇故交杨士骧出任山东巡抚，拨官银2000两委托乐镜宇筹办“山东官药局”。1906年，山东官药局在院前大街（今省府前街）开办，乐镜宇出任总办。1907年，杨士骧调任直隶总督，官药局因经费不足被招商承受，乐镜宇追还官银2000两，取得山东官药局承受权，并以山东官药局为基础筹建“宏济堂”。
1907年，宏济堂正式开业。1909年，宏济堂在济南府西门外趵突泉畔的东流水街兴建宏济堂阿胶厂。同年，宏济堂阿胶厂所产的“东流水阿胶”进奉清朝皇室，并被御赐为“九天贡胶”。1909年，乐镜宇在北京前门外大蒋家胡同设立账房，后成为宏济堂设在北京的办事处，负责购进同仁堂的成药和为宏济堂招揽人才。1911年，乐镜宇在济南舜皇庙街建立宏济堂栈房。1914年，东流水阿胶获“山东省物产博览会最优等金牌褒奖”、中华民国铁道实业部颁发的“超等”奖状。1915年，宏济堂阿胶获得巴拿马万国商品博览会“优等金牌奖”。
1915年，宏济堂因兵变被焚毁，在府东大街租店经营。1916年，宏济堂正式迁至院东大街23号县西街巷口。1917年，北京大蒋家胡同的账房改为宏济堂参茸阿胶庄，成为宏济堂胶厂分支。1920年8月，济南商埠区的第一支店开业，被称为西号，相应的宏济堂总店则被称为东号。1922年，乐镜宇购入榜棚街25号的陈冕状元府旧宅，改造成宏济堂栈房。1934年，宏济堂二支店在今经二路兴建，也称宏济堂中号、宏济堂阿胶庄，1935年8月开业。1935年，宏济堂东号重新翻盖修缮，形成“三庭三院”的建筑布局。1945年，以时任宏济堂总店经理赵玉府的名义在济南普利门外皖新街开设大成药行，一度是宏济堂的另一个采购部门。1952年，由榜棚街25号宏济堂栈房中药作坊分离出一部分扩建成立饮片加工制药厂，又称宏济制药厂。
1955年，宏济堂进行公私合营改造，成为公私合营宏济堂药厂，隶属济南市轻工业局。1956年1月，宏济堂旗下的“三店一栈一厂”与济南市其它老字号药店完成公私合营，成立了济南市药材公司。1956年6月，原宏济堂的东、西、中三个药店成立为宏济堂核算店；原药栈部分成立为批发部；部分的药材加工业务则成立为中药饮片厂。1957年10月，宏济堂所辖“公私合营宏济阿胶厂”与“济南天一堂阿胶厂”合并为“公私合营济南阿胶厂”，厂址在济南东流水街101号。1957年，宏济堂阿胶被分流到东阿和平阴，快胃片则分流到青岛，输液针剂车间分到济南制药厂，生物制药分到了济南卫生局实验药厂和生物药厂。1957年底，厂店分营，宏济堂药厂的三个门市部划归中国药材公司山东省济南市公司（简称济南市药材公司）管理。

## 继承

### 宏济堂医药
宏济堂药店所属的济南市药材公司（济南药材站）是山东省最早的两家二级站之一，负责山东省50个县市和济南城各大医院的药品供应任务，并承担着济南市民零购药品需求，是山东省药品供应，尤其是中药品供应的主渠道。1978年，济南药材站变更为济南药材采购供应站。1995年，宏济堂被国内贸易部授予“中华老字号”。1996年，济南药材采购供应站、济南医药采购供应站等单位合并组建为济南药业集团有限责任公司。2000年10月14日，济南药业注册“宏济堂”商标，核定服务项目为第35类“推销（替他人）”。
2007年，济南药业宏济堂药店获得山东经贸委颁发的首批“山东老字号”称号。2011年，宏济堂被商务部授予“中华老字号”证书。2010年，宏济堂连锁药店获得山东消费者最信赖品牌药店称号。2011年9月，济南药业集团有限责任公司更名为山东宏济堂医药集团有限公司。宏济堂医药下设宏济堂医药连锁公司、宏济堂中医医院、宏济堂社区卫生中心、宏济堂阿胶公司、宏济堂中药厂、宏济堂药材公司、济南药王楼等子公司。2012年，宏济堂医药集团获得山东省第九届消费者满意单位称号。2012年，“宏济堂”获得济南市商务局颁发的“济南老字号”称号。2013年，“中医传统制剂方法（宏济堂传统阿胶制作技艺）”被章丘市申报为山东省非物质文化遗产。2017年，宏济堂被评为山东名牌、山东省非物质文化遗产生产性保护示范基地、山东省中医药文化宣传教育基地。2018年，宏济堂被全国中医药管理局评为全国中医药文化宣传教育文化基地。

### 宏济堂制药
1960年3月，公私合营宏济堂药厂、永昌制药厂、艮一堂制药厂、济南阿胶厂等30多家药厂合并为“济南公私合营宏济制药厂”，厂址在济南市估衣市街36号。同年，济南阿胶厂从东流水街搬迁至天桥区黄台板桥路24号。1964年，济南公私合营宏济制药厂隶属于济南市第一商业局。同年5月，经山东省人民委员会批准为省属企业。1965年1月，宏济制药厂的大输液和西药片剂业务移交山东新华制药厂济南分厂。1966年3月，宏济制药厂的胎盘球蛋白等业务移交济南市妇幼保健院。1966年9月，宏济堂制药厂改名为济南人民制药厂，原“螭虎灵芝乐字”商标改为“鲁字”商标。1966年10月，济南人民制药厂址迁至济南市黑虎泉西路89号。1968年，济南人民制药厂按照山东省药材公司通知，将部分阿胶生产任务移交东阿县药材公司。1976年8月，济南人民制药厂成立黄台中药加工厂。1980年4月，改名为山东济南中药厂，仍为省属企业，由山东省药材公司代管。1984年，山东济南中药厂成为山东省医药总公司直属厂。1994年11月，山东济南中药厂从黑虎泉西路迁至黄台板桥路24号。1999年3月，山东济南中药厂改制为济南神方中药有限责任公司，成为一家国有控股公司。1999年7月，再度更名为济南宏济堂制药有限责任公司。2015年8月，更名为山东宏济堂制药集团股份有限公司，于2012年2月20日申请注册“宏济堂”商标，该商标的核定使用服务项目包括医疗诊所服务、医院等。2022年，宏济堂阿胶入围首批“好品山东”。

## 相关
宏济堂曾与同仁堂、达仁堂并称“江北国药三巨头”，与同仁堂、胡庆余堂并称“全国三大药店”。

## 备注
1. ↑  乐镜宇是电视剧《大宅门》主人公原型
2. ↑  旧址在今五龙潭公园内月牙泉附近[3]
3. ↑  一说为1915年[4]
4. ↑  一说1916年[2]